# Siêu điển hình
Siêu điển hình hay còn gọi là hình tượng vĩnh cửu. Nhân vật siêu điển hình vô cùng đặc sắc và phổ biến, có ý nghĩa toàn nhân loại (ví dụ: Prô-mê-tê, Ca-in và A-ven, Mê-phi-tô-phi-lê và Phau-xtơ, Ham-lét, Đông Gioăng, Đôn Ki-hô-tê, Tào Tháo, Gia Cát Lượng, AQ, Kiều, Chí Phèo,…). Vì nội dung thế giới quan, đạo đức và ý nghĩa toàn nhân loại sâu sắc vượt ra ngoài phạm vi đã sản sinh ra chúng mà chúng có một giá trị thẩm mỹ không bị lỗi thời.
Nhiều siêu điển hình được cảm nhận như những biểu hiện tượng trưng của các thuộc tính của tinh thần nhân loại: khao khát chứng kiến và hành động, tự nhận thức, hoài nghi, tình yêu cái thiện,… Mỗi thời đại mới đem đến một cách cắt nghĩa mới đối với siêu điển hình do tính đa nghĩa tiềm tàng của bản thân nó.
Chẳng hạn, Đôn Ki-hô-tê của Xéc-van-téc đã được cắt nghĩa khác nhau như là nhân vật hài hước, châm biếm, hay như nhân vật bi kịch. Hình tượng kẻ quyến rũ, một hình tượng phổ biến nhất trong văn học châu Âu lại có các biến tướng ở các thời đại khác nhau; từ dạng hết sức tiêu cực (như Xa-tăng, kẻ hiện thân cho hỗn loạn và liều lĩnh trong văn học Nga cổ) đến dạng được biện bạch, bào chữa (như quỷ sứ trong trường ca của M. Léc-man-tốp).
Nhiều siêu điển hình được sáng tạo lại dưới ngòi bút của tác giả đời sau mà vẫn mang nguyên tên chúng, ví như Ham-lét trong thơ Bơ-lốc Pa-séc-nác, M. Xvê-ta-ê-va, Ham-lét huyện Si-grốp, Ham-lét và Đôn Ki-hô-tê của I. Tuốc-ghê-nhép, Đông Gioăng trong Người khách đá của Pu-skin.
Nói chung bất cứ hình tượng văn học nào của thời trước được đời sau cảm nhận như là hiện thời đều có tính chất siêu điển hình, tuy vậy người ta chỉ gọi là siêu điển hình các hình tượng đã trở thành danh từ chung, thường được nhắc nhở như là điển cố, được sáng tạo thường xuyên.